# Staatsarchiv Freiburg (Deutschland)

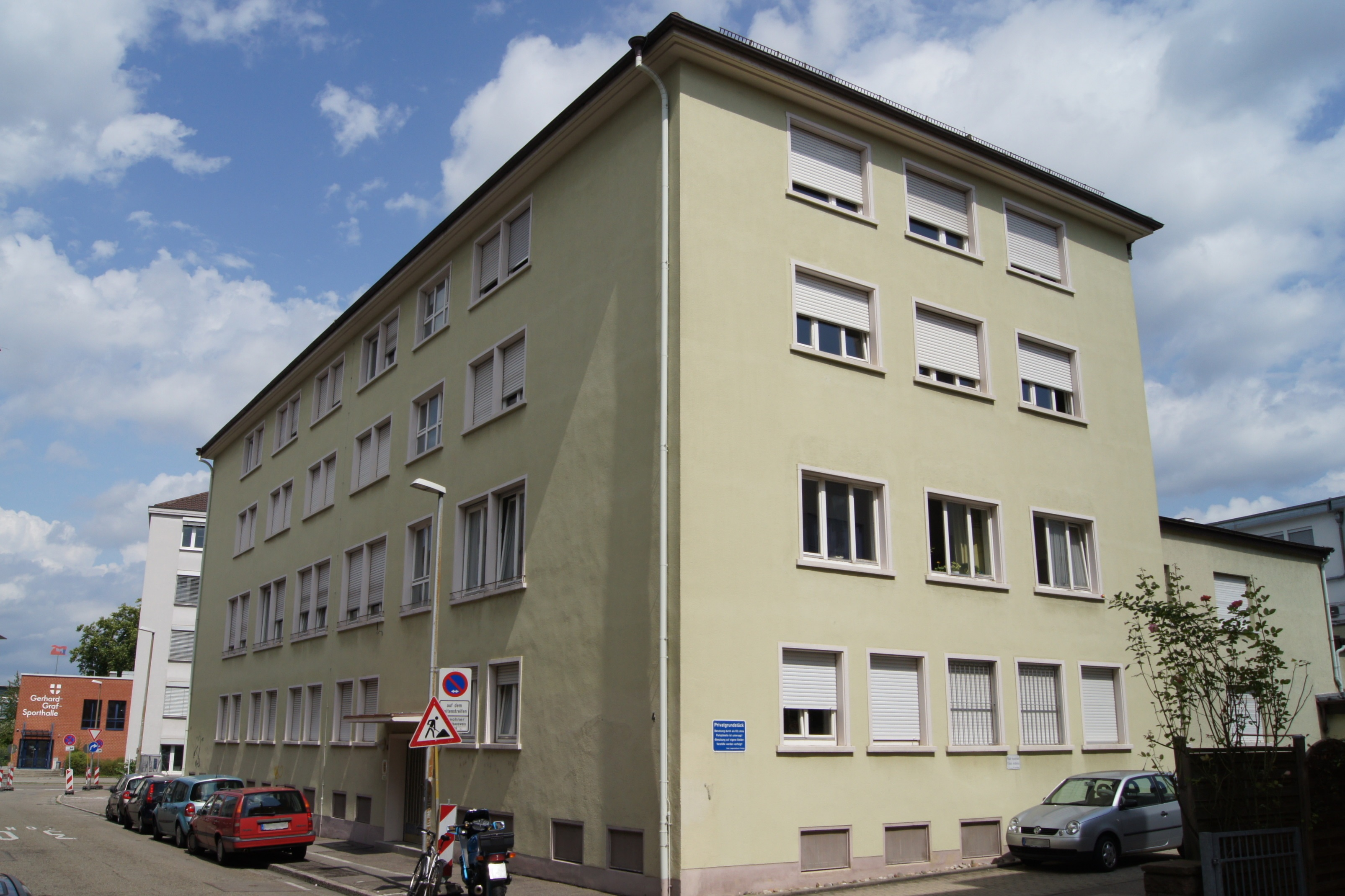
Gebäude des Staatsarchivs Freiburg

Das Staatsarchiv Freiburg ist das für den Regierungsbezirk Freiburg zuständige Archiv. Es bewahrt die schriftliche Überlieferung der staatlichen Mittel- und Lokalbehörden im Regierungsbezirk ab 1806 und der Zentralbehörden des Landes (Süd-)Baden aus der Zeit 1945–1952 mit dem Schriftgut der Ministerien, des Landtags, des Staatsgerichtshofs und der Staatskanzlei auf. Den Sitz in der Colombistraße hat das Staatsarchiv Freiburg seit 1965.
Hinzu kommt die Überlieferung der badischen Bezirksämter und Gerichte mit Quellenmaterial für die lokale und regionale Forschung. Interessant für Fragestellungen der Familien- und Auswandererforschung sind die Zweitschriften der Kirchenbücher aus dem 19. Jahrhundert. Die Bestände der Landesbehörden werden ergänzt durch Archivalien regionaler mittlerer und unterer Reichs- und Bundesbehörden sowie durch reichhaltige Sammlungsbestände wie Nachlässe, darunter der Nachlass des südbadischen Staatspräsidenten Leo Wohleb, Adelsarchive, Karten, Pläne, Plakate und bemerkenswerte Fotosammlungen.
Seit 2005 ist das Staatsarchiv Freiburg eine Abteilung des Landesarchivs Baden-Württemberg.